# Branne, Gironde
Branne (occitanska: Brana) är en kommun i departementet Gironde i regionen Nouvelle-Aquitaine i sydvästra Frankrike. Kommunen ligger i kantonen Branne som tillhör arrondissementet Libourne. År 2022 hade Branne 1 302 invånare.

## Befolkningsutveckling
Antalet invånare i kommunen Branne
Referens:INSEE